# Kurt Hummel
Kurt Hummel-Anderson es un personaje de ficción de la serie de comedia estadounidense Glee. Los creadores de la serie Ryan Murphy, Brad Falchuk e Ian Brennan decidieron que Kurt sería un chico homosexual fascinado por la moda acosado en la secundaria regularmente. El personaje es interpretado por el actor Chris Colfer, y ha aparecido en Glee desde su episodio piloto, emitido el 19 de mayo de 2009 en Estados Unidos. Glee, muestra los ensayos del Glee Club, llamado New Directions, de la secundaria William McKinley en  Lima, Ohio, del cual Kurt forma parte. Sus historias en la primera temporada se centran en su lucha con su identidad sexual, como revela su homosexualidad a su padre y amigos, y como se ocupa de sus sentimientos románticos hacia Finn Hudson, el mariscal de campo, heterosexual.
Colfer describe a Kurt como la proyección de alguien muy confiado y con una personalidad «Soy mejor que tú», a pesar de ser un adolescente tímido y con ansiedad. Los solos de Kurt para los New Directions tienden a ser canciones —usualmente show tunes— tradicionalmente desempeñados por las mujeres, quienes se adaptan mejor a su voz de contratenor. Su complejo de inseguridad aparece de vez en cuando, pero es aunado a una siempre amorosa relación con su padre, la cual ha sido un foco para el espectáculo. La interpretación de Colfer de Kurt ha recibido grandes elogios por la crítica y, le ha merecido ganar una gran cantidad de premios, incluyendo Mejor actor en serie/miniserie durante los Golden Globe Awards en 2011.

## Tramas

### Temporada uno
En el episodio piloto del programa, Kurt audiciona para el club New Directions Glee presentando al "Mr. Cellophane" de Chicago. Aunque inicialmente oculta su homosexualidad, muchos de los otros miembros asumen que es gay. Él confiesa que es gay con su compañero miembro del club Glee, Mercedes (Amber Riley) en "Acafellas", y los dos desarrollan una amistad cercana. En el siguiente episodio, "Preggers", Kurt se une al equipo de fútbol de la escuela como pateador para impresionar a su padre viudo, Burt Hummel (Mike O'Malley), y ayuda al equipo fallido a ganar su primer juego pateando el desempate. punto extra. Su mayor confianza lo lleva a revelar su homosexualidad a su padre, quien no solo responde con amor y aceptación, sino que también sorprende a Kurt al decirle que siempre ha sido consciente de que Kurt era gay. Kurt abandona el equipo de fútbol en "Mash-Up", cuando el entrenador Ken Tanaka (Patrick Gallagher) obliga a los miembros del club Glee a elegir entre el club y el equipo. Kurt compite contra la cantante estrella del club Glee Rachel Berry (Lea Michele) por un solo en "Defying Gravity" del musical Wicked. Sin embargo, después de que Burt recibe una llamada telefónica que dice que su hijo es "un marica", Kurt intencionalmente pierde la nota alta de la canción para perder la competencia y salvar a su padre de un nuevo hostigamiento. En el episodio "Ballad", Kurt se asocia con el miembro del club y el mariscal de campo Finn Hudson (Cory Monteith), por quien alberga sentimientos románticos. Él es consciente de que Rachel también se siente atraída por Finn, y trata de sabotear sus posibilidades con él dándole un cambio de imagen.  En "The Power of Madonna", Kurt y Mercedes, insatisfechos con sus limitadas oportunidades en solitario dentro del club Glee, se convierten en cantantes para el equipo de porristas de la escuela, los Cheerios. Aunque Mercedes pronto renuncia al equipo, Kurt se queda en la competencia nacional de porristas y realiza un gran solo en la rutina que gana a los Cheerios su sexto campeonato nacional consecutivo. 
Kurt compite contra la cantante estrella del club Glee Rachel Berry (Lea Michele) por un solo en "Defying Gravity" del musical Wicked. Sin embargo, después de que Burt recibe una llamada telefónica que dice que su hijo es "un marica", Kurt intencionalmente pierde la nota alta de la canción para perder la competencia y salvar a su padre de un nuevo hostigamiento. En el episodio "Ballad", Kurt se asocia con el miembro del club y el mariscal de campo Finn Hudson (Cory Monteith), por quien alberga sentimientos románticos. Él es consciente de que Rachel también se siente atraída por Finn, y trata de sabotear sus posibilidades con él dándole un cambio de imagen. En "The Power of Madonna", Kurt y Mercedes, insatisfechos con sus limitadas oportunidades en solitario dentro del club Glee, se convierten en cantantes para el equipo de porristas de la escuela, los Cheerios. Aunque Mercedes pronto renuncia al equipo, Kurt se queda en la competencia nacional de porristas y realiza un gran solo en la rutina que gana a los Cheerios su sexto campeonato nacional consecutivo. 
Kurt presenta a su padre a la madre de Finn, Carole (Romy Rosemont), con la esperanza de que si los dos comenzaban a salir, eso lo acercaría más a Finn. Finn inicialmente se siente infeliz cuando descubre que su madre está en una relación seria, pero pronto se vincula con Burt por los deportes y otras actividades tradicionalmente masculinas. Kurt, que se pone celoso de su creciente relación, intenta brevemente reclamar la atención de su padre actuando de manera más masculina: imita el estilo de vestimenta de Burt, le pide consejo sobre cómo interpretar canciones de su artista favorito, John Mellencamp, y hace arreglos para que Burt camine En él, besando a la animadora y miembro de Glee Brittany Pierce (Heather Morris).  En el episodio "Theatricality", Burt invita a Carole y Finn a mudarse con él y Kurt. Consciente de la atracción de Kurt por él, Finn se siente incómodo al compartir un dormitorio con Kurt. Con la esperanza de complacer a Finn, Kurt redecora su dormitorio, pero Finn está horrorizado por su aspecto elegante y su falta de privacidad. Durante el argumento que siguió, cuando Kurt se niega a reconocer su encaprichamiento, Finn pierde la calma y dice que los nuevos muebles son "vagos". Burt escucha las palabras de Finn, enojado reprende a Finn, y lo echa fuera. Sin embargo, al final del episodio, cuando dos matones están a punto de atacar a Kurt, Finn se redime defendiéndolo.

### Segunda temporada
Durante la segunda temporada de la serie, Kurt es forzado a transferirse a una escuela privada por su propia seguridad luego de que un compañero del colegio, David Karofsky, lo encerrara y lo amenazara de muerte. Kurt se une a la Dalton Academy Warblers, el Club Glee de la escuela, mismo que es un acérrimo rival de los New Directions, donde se hizo amigo de un cantante abiertamente gay Blaine Anderson. Posteriormente, ambos entablan una relación romántica. Dicha relación ha sido bien recibida por la crítica, y la han calificado como «una de las parejas más queridas de la TV del milenio» por Jarett Wieselman del New York Post. Kurt, finalmente, regresa a McKinley y vuelve a unirse con los New Directions, pero siguiendo su relación con Blaine, quién se transifere a McKinley durante la tercera temporada.
En "Never Been Kissed", Kurt va a espiar al club de júbilo de la Academia de Dalton, los Warblers, la competencia principal de New Directions para Seccionales, y se encuentra con el estudiante abiertamente gay Blaine Anderson (Darren Criss), quien luego coquetea con él mientras canta. una actuación de Warblers de "Teenage Dream". Kurt le dice a Blaine que está siendo atormentado por un matón homofóbico en su escuela secundaria, y Blaine lo convence de que se defienda por sí mismo. Cuando el matón, Dave Karofsky, lanza a Kurt contra un casillero, Kurt lo enfrenta, y Karofsky, cada vez más agitado, lo agarra abruptamente y lo besa. Antes de que Karofsky pueda iniciar un segundo beso, Kurt lo empuja. Kurt y Blaine intentan hablar con Karofsky acerca de ser homosexuales y estar cerrados, pero él niega el beso. La intimidación se intensifica, y Karofsky amenaza con matar a Kurt si Kurt revela su beso a alguien. Después de que Burt se entera de la amenaza de Karofsky para su hijo, Karofsky es expulsado. Burt y Carole se casan, pero cuando la junta escolar revierte la expulsión de Karofsky, los recién casados deciden gastar el dinero que habían ahorrado para su luna de miel en la matrícula para transferir a Kurt a la Academia Dalton, que impone una política de tolerancia cero contra la intimidación.
En Dalton, Kurt se une a los Warblers. Cuando los Warblers y New Directions se reúnen en la competencia de coros del show coro, se empatan en primer lugar, lo que hace que ambos grupos sean elegibles para Regionales. Kurt y Blaine se convierten en buenos amigos, y Kurt pronto se enamora de Blaine, aunque Blaine inicialmente no se da cuenta de lo que Kurt considera. Sin embargo, en el episodio "Original Song", Blaine se da cuenta de sus verdaderos sentimientos por Kurt, y comparten un beso. Para decepción de Kurt, los Warblers pierden ante New Directions en la competencia Regional. Se transfiere de regreso a McKinley en "Born This Way" luego de que Karofsky inicia un club contra el acoso escolar con la integrante del club Glee Santana Lopez (Naya Rivera), y le asegura a Kurt que lamenta sus amenazas anteriores. 
Kurt invita a Blaine al baile de graduación de McKinley en "Prom Queen". Los asistentes saludan la elección de Karofsky como Prom King con gran entusiasmo, pero un silencio de asombro se produce cuando Kurt es declarado Prom Queen debido a que recibió un número abrumador de votos no deseados por escrito en la votación secreta. Humillado, Kurt huye llorando, pero puede calmarse y regresar para su coronación; su comentario: "Anímate, Kate Middleton", un aplauso para los que se acrecienta y se convierte en una ovación. El baile tradicional entre el rey y la reina es el siguiente, y Karofsky se enfrenta a tener que asociarse con un niño frente a sus compañeros de clase. Rechaza la sugerencia de Kurt de salir al baile de graduación y abandona a Kurt en la pista de baile cuando comienza la música; Blaine baila con Kurt en su lugar. Al final de la temporada, el club Glee viaja a la competencia Nationals en la ciudad de Nueva York. Kurt y Rachel se colaron en el Teatro Gershwin donde está tocando Wicked, y desde el escenario cantan "For Good", una canción del musical. Ambos deciden regresar a Nueva York después de graduarse. New Directions termina en el duodécimo lugar en los Nacionales, y cuando Kurt regresa a Ohio, él y Blaine declaran su amor mutuo. 

### Tercera temporada
En la tercera temporada se inscribe para entrar a la NYADA (New York Academy of Dramatic Arts) y se ve cómo lucha por el papel principal en "West Side Story", y compitiendo para ser presidente de clase del senior year. Su relación con Blaine se ve amenazada por Sebastian Smythe (Grant Gustin).
En "The First Time", Kurt y Blaine discuten si tener o no relaciones sexuales. Cuando Blaine va a Dalton para invitar a los Warblers a verlo en West Side Story, es perseguido por un nuevo warbler Sebastian Smyth. Sebastian convence a Kurt y Blaine para que lo acompañen a un bar gay local (suministra las identificaciones falsas) y pasa la mitad de la noche bailando con Blaine. Cuando se van, un borracho y excitado Blaine insta a Kurt a tener relaciones sexuales con él en el asiento trasero del auto. Kurt se niega, y Blaine camina a casa. Más tarde le dice a Kurt que estaba nervioso por la posibilidad de su primera vez, y que no le importa nada a Sebastian. Se besan en el escenario en el auditorio vacío, y Kurt propone que vayan a la casa de Blaine por la noche, donde tienen relaciones sexuales por primera vez. En el episodio "Michael", New Directions y los Warblers compiten por el derecho de interpretar la música de Michael Jackson en los Regionales cantando su canción "Bad". Sebastian, que no ha tenido éxito en sus intentos de robar a Blaine de Kurt, le lanza una mezcla de sal de roca a Kurt, pero Blaine salta frente a Kurt y está gravemente herido. la córnea en el ojo derecho está profundamente rayada y requiere cirugía. Ninguno de los dos grupos utiliza finalmente la música de Jackson en los Regionales, y New Directions gana la competencia. Más tarde, Kurt logra convertirse en finalista de NYADA, al igual que Rachel.  En "Dance with Somebody", Kurt siente que Blaine ha estado distante y confía en un chico llamado Chandler que conoce en la tienda de música local. Los dos se pusieron en marcha al instante con su interés común de mudarse a Nueva York después de la escuela secundaria. Kurt comienza a enviar mensajes de texto a Chandler muy a menudo poco después de eso. Rachel cree que se está equivocando porque Kurt está engañando a Blaine en lugar de hablar con Blaine sobre la rutina en la que están. Blaine se entera de Chandler y está extremadamente dolida. Tanto Kurt como Blaine cantan canciones de Whitney para expresar cómo se sienten con respecto a su situación con Blaine cantando No está bien pero está bien y Kurt cantando I Have Nothing como una disculpa. Finalmente, después de hablar en la oficina de Emma, las dos se reconcilian y son más fuertes que nunca. En "Goodbye", a Blaine le preocupa que él y Kurt no lo hagan como pareja después de que Kurt se gradúe y se mude a Nueva York. Kurt le asegura que estarán bien como pareja. Después de la graduación, llegaron las cartas de Kurt, Rachel y Finn de las escuelas de Nueva York a las que solicitaron ingresar. Kurt no es aceptado en NYADA. 

### Cuarta temporada
En la temporada 4, Kurt se une a Rachel en Nueva York después de que ella revela que no está contenta con su compañero de cuarto y su vida en ese momento. Después del aliento de Blaine y su padre, decide vender su auto y volar a Nueva York, donde encuentra un loft en Bushwick para que él y Rachel se muden. Kurt solicita un trabajo en Vogue.com y su editora, Isabelle Wright, quien también es de Ohio, lo contrata parcialmente basándose en su cartera de atuendos y está impresionado con su intuición y estilo. Al principio, ella se apoya en su apoyo, y luego regresa rápidamente cuando él decide darle un cambio de imagen a Rachel en el armario de Vogue. En lugar de enojarse, le encanta su idea de hacer un cambio de imagen musical para el sitio web y se une al cambio de imagen. Kurt está cada vez más ocupado con su trabajo en Vogue, y Blaine lo engaña en Lima. Él viene a Nueva York para contarle a Kurt lo que pasó, y se separan.
Kurt continúa trabajando en Vogue durante toda la temporada, e Isabelle lo alienta a tratar de perdonar a Blaine, y en Acción de Gracias, lleva a sus amigos a su desván y le lanza un "kiki". Cuando Kurt reaudiciones para NYADA, inicialmente es rechazado, porque Carmen Tibideaux ve su habilidad técnica y le dice que puede vender un número, pero no cree que sea lo suficientemente emocional como para ser un artista. Más tarde, cuando Kurt está en el Winter Showcase para apoyar a Rachel, ella lo ve conmovido por la pieza de Rachel y anuncia que hará una audición después del intermedio. Aunque inicialmente se asusta, Rachel lo convence de que no necesita sus campanas y silbidos para actuar, y elige cantar "Being Alive" de Company, que impresiona a la audiencia de NYADA.
En Navidad, Kurt elige no volver a casa, por lo que su padre viene a Nueva York para instalar su árbol de Navidad y pasar un tiempo con él. En este punto, le dice a Kurt que tiene cáncer de próstata. También ha traído a Blaine con él, que intenta recuperar la confianza de Kurt, pero el viaje es incómodo. Cuando Kurt comienza en NYADA, inicialmente lucha por encontrar su lugar, y conoce a un estudiante llamado Adam Crawford, un estudiante de último año que quiere reclutarlo para su propio coro de espectáculos, Adam's Apples, y también parece estar interesado en el propio Kurt; Kurt finalmente lo invita a tomar un café. Mientras que en la boda de Will y Emma, Kurt y Blaine se conectan, dejando su relación en una pregunta, ya que Kurt está saliendo con Adam, pero no es exclusivo. Cuando Kurt regresa a Nueva York, hay una tormenta de nieve, dejando a Kurt, Rachel, Santana y Adam pegados en el desván viendo películas juntos. Santana insinúa enérgicamente que Kurt se engancha con Blaine, y cuando regresan a la escuela, Adam le pregunta a Kurt sobre sus sentimientos por Blaine. Kurt dice que está intentando desesperadamente superar a Blaine, y Adam lo invita a encontrar su propia película romántica. Cuando Santana se muda con él y Rachel, Kurt intenta evitar que Santana le cuente a Rachel sobre su prostitución. Pero Santana le dice a Rachel de todos modos, para gran consternación de Kurt. Más tarde, Kurt y Rachel se enfrentan a Santana por trabajar en un club de baile y tratar de alentarla a que tome una clase de baile de la escuela de extensión de NYADA para mantener sus habilidades afiladas. Aún trabajando en Vogue, Kurt está a cargo de una gala de ballet e invita a Rachel y Santana a ayudar. Él y Rachel revelan que ambos tenían experiencias con el ballet cuando eran niños, y Kurt comenzó el ballet a la edad de tres años cuando su madre decidió llevárselo. Él soborna a Santana para ir con un vestido de diseñador, y una vez que están en la gala, ella admite que ella también estaba en el ballet cuando era niña y le encantó. Cuando Kurt regresa a Lima, debe estar allí para la visita del médico de su padre, y su ansiedad es evidente a lo largo de sus interacciones con sus amigos. Sin embargo, en el consultorio del médico, Kurt, Burt y Carole descubren que el cáncer de Burt ha entrado en remisión, y Kurt lleva a su padre al club Glee para cantarle "Sunshine of My Life", que Kurt dice que Burt solía cantar para él cuando era pequeño.

### Temporada cinco
En el estreno de la temporada, "Love, Love, Love", Kurt, quien aún se encuentra en Lima, acepta volver con Blaine. Envalentonado, Blaine decide pedirle a Kurt que se case con él, lo que hace en una propuesta extravagante en la Academia Dalton, en el lugar donde se encontraron los dos. Kurt acepta. Vuelve a Nueva York en "Tina in the Sky with Diamonds", y consigue un trabajo en el restaurante donde trabajan Rachel y Santana. Luego regresa a Lima en "The Quarterback" para el funeral de su hermanastro Finn y el memorial posterior, y se lamenta con sus padres y amigos. 
Kurt todavía vivía en Nueva York, pero estaba visitando a su padre en Lima

### Temporada seis
Durante la temporada, Kurt y Blaine se separaron pero finalmente se reunieron a tiempo para la boda de Brittany y Santana. Ante la insistencia de los dos, Kurt y Blaine se casaron junto a ellos. En 2020, todavía están casados y son una pareja de famosos. Rachel está embarazada de su hijo, que se supone que es una niña.

## Caracterización
Según Colfer, los creadores de Glee inicialmente "se apoyaban en que [Kurt] era demasiado extravagante". Sin embargo, el actor declaró que no quería adoptar ese enfoque "porque está muy exagerado". En su lugar, decidió retratar al personaje como "más interno y superior". Colfer explicó que Kurt "se pone muy confiado, 'soy mejor que tu' persona", pero que "debajo de todo eso, él es el el mismo adolescente ansioso y asustado que todo el mundo está/estuvo en algún momento". Colfer también comentó: "En episodios posteriores, [Kurt] atraviesa una crisis de identidad, acepta y encuentra aceptación por lo que es. Es un tipo duro con ropa de diseñador". Al contrastar a Kurt con su propia personalidad, Colfer declaró que Kurt es "muy extravagante, superior, elegante y de moda", mientras que Colfer nunca había oído hablar del diseñador de moda Marc Jacobs antes de que Kurt lo mencionara en el episodio piloto. El episodio de la segunda temporada "Grilled Cheesus" se centró en el ateísmo de Kurt, con Murphy explicando que Kurt está "diciendo al mundo: 'Demuéstrame [mal]: si Dios es bondad y amor, hazme creer en Dios'".
Kurt se revela como gay al principio de la primera temporada del programa. La escena en lo que le dice a su padre fue tomado textualmente de la propia vida de Murphy. Murphy sintió que la escena era "una gran tema para poner en la televisión", porque, aunque los personajes homosexuales son a menudo aislados y atacados, las audiencias rara vez han visto un personaje abiertamente gay que "gana y triunfa". Además, explicó: "El espectáculo se trata de hacerte sentir bien al final. Se trata de finales felices y optimismo y del poder de tu viaje personal y hacerte sentir que lo raro de mí es lo mejor de mí. He hice otros shows con personajes gay, y diré que en muchos de esos casos, los personajes gay no tuvieron un final feliz. ¿Y pensé que sabías qué? Ya es suficiente ". Colfer ha comentado que su mayor desafío fue para asegurarse de que la escena se sintiera "honesta" y no cómica o "utilizada como remate". Explicó: "Creo que es probablemente la primera vez que la sexualidad de un personaje ha sido respetada y casi dignificada de alguna manera, y creo que eso es realmente importante, y es necesario que haya más de eso en la televisión". El agudo sentido de la moda de Kurt se exhibe en su vestuario en pantalla. El diseñador de vestuario de Glee, Lou Eyrich, dijo en una entrevista con el Seattle Times que Kurt es uno de sus personajes favoritos para vestirse: "Nunca, nunca se repite y puedes esforzarte creativamente. Es un muñeco perfecto para vestir porque probará cualquier cosa ". Eyrich se propone vestir a Kurt con piezas hechas a medida que" exudan su silencioso y llamativo dandy ", teniendo en cuenta que, como hijo de un mecánico de automóviles," no tiene mucho dinero".